# Lubricogobius
Lubricogobius là một chi cá biển của họ Cá bống trắng. Chi này được lập bởi Shigeho Tanaka vào năm 1874.

## Từ nguyên
Tên chi được ghép bởi hai âm tiết trong tiếng Latinh: lubricum (“trơn tuột”) và gobius (“cá bống”), hàm ý đề cập đến loài điển hình không có vảy cá.

## Các loài
Chi này hiện hành có 6 loài sau đây được ghi nhận:
- Lubricogobius dinah Randall & Senou, 2001[3]
- Lubricogobius exiguus Tanaka, 1915
- Lubricogobius nanus Allen, 2015[4]
- Lubricogobius ornatus Fourmanoir, 1966
- Lubricogobius tre Prokofiev, 2009
- Lubricogobius tunicatus Allen & Erdmann, 2016[5]